# Кичино
Ки́чино (рос. Кычино, удм. Кычагурт) — присілок у складі Ярського району Удмуртії, Росія.
Найбільша вулиця — Кооперативна.
В присілку знаходяться бригада агрофірми «Ера» та СФГ Єгорова.
В Кичино народився Павлов Артемій Юхимович — удмуртський комуністичний діяч.

## Населення
Населення — 126 осіб (2010, 117 у 2002).
Національний склад станом на 2002 рік:
- удмурти — 85 %